# Igreja de Santa María de Melque

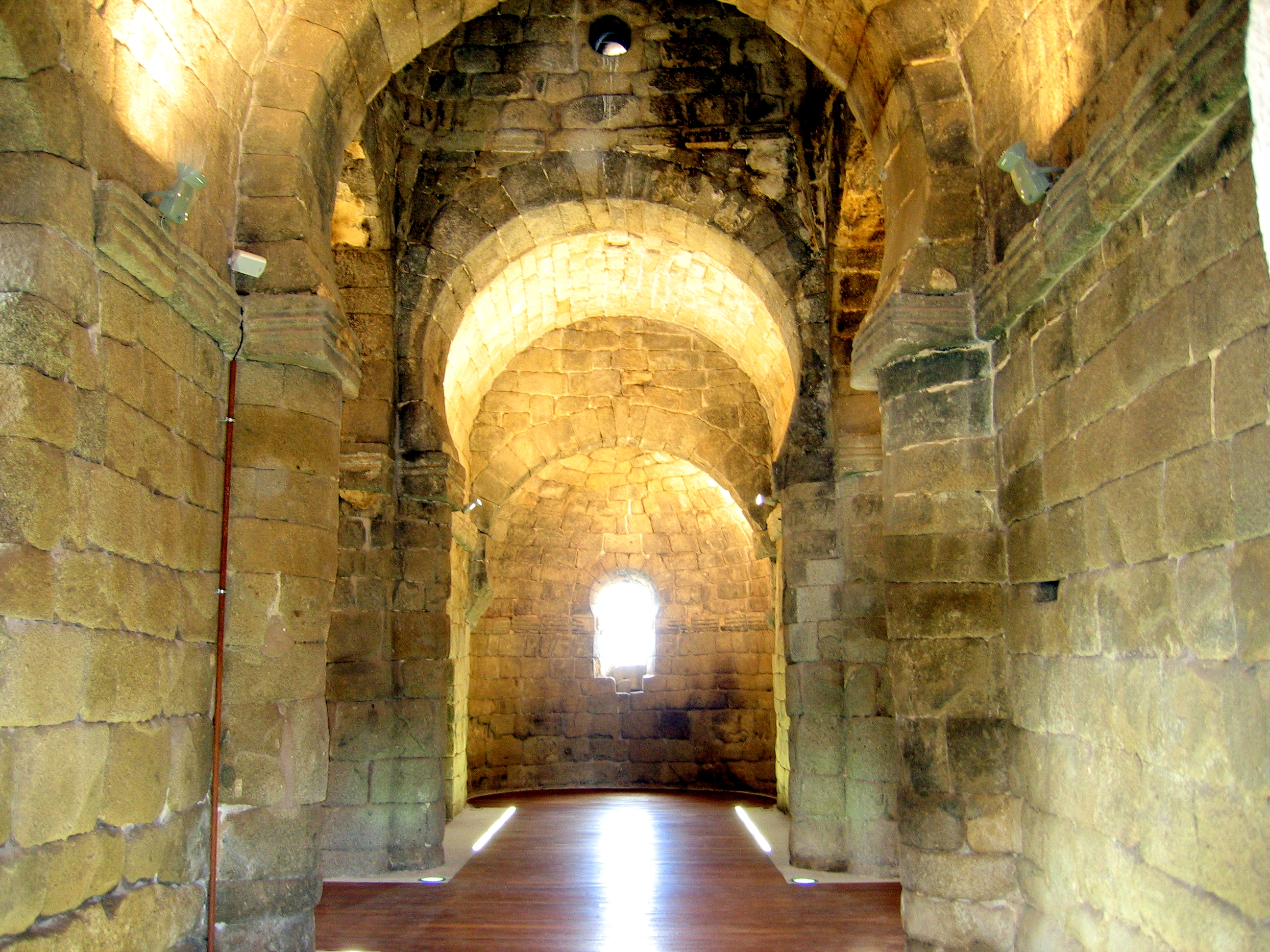
Interior da igreja.

A Igreja de Santa María de Melque encontra-se no término municipal de San Martín de Montalbán em Toledo (en Espanha), a 30 km ao sul da capital, equidistante das localidades de La Puebla de Montalbán e Gálvez, entre o arroio Ripas e o rio Torcón que é um afluente da margem esquerda do rio Tejo.